# بول باچان
بول باچان (به هندی: Bol Bachchan) فیلمی محصول سال ۲۰۱۲ و به کارگردانی روهیت شتی است. در این فیلم بازیگرانی همچون اجی دیوگن، آبیشک باچان، آسین، پراچی دسای، کروشنا آبیشک، نراج وورا، آسرانی، آمیتاب باچان ایفای نقش کرده‌اند.